# Ludwig Philipp Lude
Ludwig Philipp Lude (* 2. Oktober 1895 in Kaiserslautern; † 16. Juli 1961 in Stolberg (Rhld.), Landkreis Aachen) war ein deutscher sozialdemokratischer Widerstandskämpfer und der erste Regierungspräsident des damaligen Regierungsbezirks Aachen nach dem Zweiten Weltkrieg.

## Leben
Ludwig Philipp Lude wurde als Sohn eines Braumeisters geboren. 1902 bis 1905 besuchte er die Volksschule, danach bis April 1910 die Oberrealschule. 1910 bis 1915 war er als Schlosserlehrling tätig. In dieser Zeit trat er dem Deutschen Metallarbeiterverband im Kartell der freien Gewerkschaften (ADGB) bei. Nach seiner Lehre war er als Grubenschlosser im Aachener Revier tätig.
1912 war er Mitbegründer des SPD-Ortsvereins Weiden (später Broichweiden, heute Würselen). Sein Eintritt in die SPD war rechtlich nicht korrekt, da er zu diesem Zeitpunkt noch nicht volljährig war und somit noch kein Vereinsmitglied werden konnte. Aus diesem Grund entschloss sich die damalige Parteiführung vor Ort, ihn einfach ein Jahr älter zu machen.
Als Soldat erlebte er den Ersten Weltkrieg in der Zeit von August 1915 bis November 1918 an der Westfront. Durch eine Verwundung verlor er drei Rippen.
Im Dezember 1918 nahm er die Stelle als hauptamtlicher Gewerkschaftssekretär beim Deutschen Metallarbeiter-Verband in Aachen an. 1919 war er erstmals Gemeinderatsmitglied in Würselen-Broichweiden. 1920 bis 1925 war er Geschäftsführer des Deutschen Metallarbeiter-Verbandes für den Ortskartell Stolberg des ADGB.
Während der Ruhrbesetzung organisierte Lude den Kampf gegen die Separatisten in Stolberg und brachte gelegentlich Gelder zur Finanzierung des Ruhrkampfes von Köln nach Aachen.
1925 bis 1931 übernahm er die Führung des von seiner Frau gegründeten Kolonialwarengeschäftes in Stolberg.

### Drittes Reich
Am 19. Juni 1935 wurde er von den Nationalsozialisten in die Haftanstalt nach Aachen verschleppt. Am 11. Dezember 1936 wurde er vom Volksgerichtshof in Berlin wegen Hochverrats zu sechs Jahren Zuchthaus und sechs Jahren Ehrverlust unter Anrechnung von achtzehn Monaten Untersuchungshaft verurteilt. Ludwig Philipp Lude hatte Emigrantenliteratur verteilt und Nachrichten aus Deutschland an im Ausland lebende ehemalige SPD-Führer geliefert. Lude unterhielt das erste Depot im Inland von über die Grenze geschmuggelten Schriften im Gebiet des Rheinlandes. Von hier aus wurden die Widerstandsbewegungen des Ruhrgebietes und der Rheinschiene versorgt. Zentrale Rolle spielte u. a. die in Duisburg-Hamborn ansässige Brotfabrik „Germania“, die die von Lude eingeschmuggelten Schriften an die Arbeiter verteilte. Bis zum 11. Juni 1940 verbüßte er eine Haftstrafe in Siegburg, wurde aber aufgrund seiner schweren Erkrankung auf dem Gnadenweg entlassen.
Schon bei der Urteilsverkündung erhielt Lude von den Richtern mildernde Umstände. Grund dafür war eine Begebenheit aus dem Jahre 1930. Vor seiner Inhaftierung war er aktives Mitglied des Reichsbanners Schwarz-Rot-Gold In dieser Zeit kam es immer wieder zu Übergriffen zwischen SA, KPD und Reichsbanner Schwarz-Rot-Gold. Ludwig Philipp Lude beobachtete einen brutalen Überfall von mehreren KPD-Mitgliedern auf einige SA-Männer. Nachdem er erkannte, dass es sich hier nicht um eine „normale“ Schlägerei handelt, sondern um einen Lynchversuch, griff Lude ein und rettete den SA-Anhängern das Leben, indem er ihnen Schutz und Unterkunft gewährte. Dies, obwohl Lude selbst oft genug den SA-Schlägern zum Opfer fiel.
Trotz der Androhung, wieder ins Gefängnis gehen zu müssen, organisierte Ludwig Philipp Lude mit einigen Mitstreitern den aktiven Widerstand gegen die Nationalsozialisten in der Region Aachen.

### Regierungspräsident
Nach dem Krieg ernannte die alliierte Militärverwaltung Lude im Oktober 1944 zum Stellvertretenden Bürgermeister der Stadt Stolberg. Diese Position hatte er bis zum 18. März 1945 inne, danach wurde er zum Regierungspräsidenten in Aachen ernannt.
Für viele war diese Ernennung eine Überraschung, denn die SPD hatte im Bezirk Aachen bis dahin nie die Mehrheit erlangt. Lude musste zunächst gegen einen Beamtenapparat ankämpfen, der sowohl von ehemaligen Nationalsozialisten durchsetzt als auch stark bürgerlich orientiert war. Er konnte aber einige wichtige Positionen mit zuverlässigen Freunden besetzen, die entweder SPD-Mitglieder oder parteipolitisch neutral waren.
Ludwig Philipp Lude entließ in der kommenden Zeit viele ehemalige NSDAP-Mitglieder aus den Verwaltungen. Durch diese harten Maßnahmen versuchte er, die Verwaltung in seinem Regierungsbezirk von Nationalsozialisten zu befreien. Dies führte zu starken Anfeindungen und regelrechten Hassparolen.
Ludwig Philipp Lude war der erste Deutsche nach dem Zweiten Weltkrieg, dem die Militärregierung das Tragen eine Waffe erlaubte. Aufgeschreckt durch die Ermordung des Aachener Oberbürgermeisters Franz Oppenhoff durch ein „Werwolfkommando“, genehmigte man Lude das Tragen einer Schusswaffe. Bei einer Versammlung in einer Eifelgemeinde, als es zu einer Abstimmung über die zukünftige Zugehörigkeit eines kleinen Dorfes ging, schoss Lude mit seinem Revolver in die Decke des Versammlungsraumes. Die zuvor wild artikulierende und fast um sich schlagende Dorfgemeinschaft, die in ihrer Meinung völlig gespalten war, verstummte. Lude ließ daraufhin abstimmen und erklärte, dass er persönlich für den Verbleib des Ortes in Deutschland sei. Ohne weitere Diskussion schloss sich eine überwältigende Mehrheit dieser Meinung an. Lude erhielt daraufhin den Spitznamen „Revolverlude“.
Im März 1950 hatten seine Kritiker erfolgreich seine politische Arbeit sabotiert. „Vor sehr wenig Publikum“, so ein Zitat aus den Aachener Nachrichten feierte Lude am 25. März 1950 seine fünfjährige Amtszeit. Die geladenen Gäste ließen sich entweder durch drittrangige Vertreter entschuldigen oder blieben der Veranstaltung fern. Im Laufe dieser Feier erfuhr er nebenbei bei der Laudatio des Ministerialdirigenten des Innenministeriums, Vogel, dass man ihn in den wohlverdienten Ruhestand versetzt habe. Am 31. März war für ihn der letzte Tag, am 1. Oktober 1950 erfolgte seine Pensionierung.
Ludwig Philipp Lude starb am 16. Juni 1961 in Stolberg, und auf Initiative der SPD wurde dort Mitte der 1980er Jahre der Vorplatz des Rathauses in „Ludwig-Philipp-Lude-Platz“ umbenannt.